# Silvia Oliva Fragoso
Silvia Oliva Fragoso (Iztapalapa, Ciudad de México; 8 de noviembre de 1947). Es una política mexicana, miembro del Partido de la Revolución Democrática, ha sido en dos ocasiones diputada federal, una a la Asamblea Legislativa del Distrito Federal, y de acuerdo a un resolutivo del Tribunal Electoral del Poder Judicial de la Federación fue candidata del PRD a la jefatura delegacional de Iztapalapa en las elecciones de 2009.

## Carrera política
Silvia Oliva Fragoso es maestra de educación primaria y en psicología educativa, tiene además dos maestrías, una en Administración de la Educación y otra en Administración de Justicia. Ocupó la presidencia del PRD en el Distrito Federal de 1996 a 1998. En 1997 fue elegida diputada federal plurinominal a la LVII Legislatura, y en 2003 fue elegida diputada a la Asamblea Legislativa del Distrito Federal. En 2006 diputada federal por el XIX Distrito Electoral Federal del Distrito Federal a la LX Legislatura. Silvia Oliva Fragoso fue esposa del también dirigente perredista René Arce Islas.

### Candidatura en Iztapalapa
Solicitó licencia como diputada federal para participar en la elección interna de su partido a la jefatura delegacional de Iztapalapa por la corriente Nueva Izquierda del PRD; en la elección interna enfrentó a Clara Brugada de Izquierda Unida. La elección del 15 de marzo de 2009 dio ventaja a Brugada. Oliva impugnó la elección perredista ante el Tribunal Electoral del Distrito Federal, que anuló algunas casillas pero ratificó el triunfo de Clara Brugada. Ante esta resolución, impugnó nuevamente pero ahora ante el Tribunal Electoral del Poder Judicial de la Federación (TEPJF), que el 12 de junio del mismo año resolvió la anulación de 81 casillas, 34 por irregularidades y 47 con el argumento de que los funcionarios de las casillas no acreditaron su afiliaciòn al PRD.  Tras la anulación el conteo final con ventaja para Silvia Oliva, en consecuencia se revocó la candidatura de Clara Brugada y se declaró ganadora de la elección a Silvia Oliva Fragoso. Sin embargo, la dirigencia del PRD en el Distrito Federal rechazó considerarla como su candidata, ante lo cual ella llamó a respetar el fallo del tribunal; finalmente el 13 de junio la dirigencia nacional del PRD anunció que acataría la decisión del TEPJF; ante el no registro de Oliva, el TEPJF emplazó a la dirigencia del PRD en el Distrito Federal a hacerlo antes de la medianoche del 16 de junio, pero dicha dirección se negó nuevamente a hacerlo; finalmente la dirigencia nacional del PRD solicitó formalmente ante el Instituto Electoral del Distrito Federal el registro de Silvia Oliva como candidata el 17 de junio, y el IEDF aprobó dicho registro por unanimidad y entregó formalmente la constancia como candidata a Silvia Oliva el 20 de junio.
En las elecciones capitalinas para jefaturas delegacionales, realizadas el 5 de julio de 2009, Silvia Oliva quedó por debajo del candidato del Partido del Trabajo, Rafael Acosta, quien recibió el apoyo de los simpatizantes de Clara Brugada.